# Kalanchoe tetraphylla
Kalanchoe tetraphylla é uma planta suculenta da África do Sul do gênero Kalanchoe, também conhecida como Orelha de Elefante.